# Gien
Gien je město ve Francii s 14 000 obyvateli. Leží v departementu Loiret 60 km jihovýchodně od města Orléans.
Město patří k lesnatému regionu Puisaye a protéká jím řeka Loira. Prochází jím dálnice A77 do Nevers.
V roce 760 zde pobýval Pipin III. Krátký. V roce 1429 se v Gienu setkala Jana z Arku s Karlem VII. Za hugenotských válek zde byla početná protestantská komunita. V červnu 1940 bylo město bombardováno Luftwaffe a do bojů o zdejší most se zapojili i vojáci 1. československé pěší divize.
Město je proslulé výrobou fajánse. Sídlí zde farmaceutický podnik Laboratoires Pierre Fabre. Zámek Gien z patnáctého století slouží jako myslivecké muzeum.
Partnerským městem je Malmesbury v Anglii.